# Macleaya microcarpa
Маклея дрібноплода (лат. Macleaya microcarpa) — вид квіткової рослини з родини макових Papaveraceae. Це міцний трав'янистий багаторічник, що виростає до 2 м у висоту, на 1 м або більше в ширину, із сіро-зеленим валяним листям і пухкими волотиками пухнастих квітів на середину літа.
Macleaya microcarpa — це вражаюча декоративна рослина, яка легко самонасіюється і може стати бур'яном в саду. Вид популярний, як предмет для аранжування інших квітів. Сорт «Кораловий шлейф Кельвея» з рожево-відтінковими квітами отримав нагороду Королівського садівничого товариства.
Надземну частину рослини використовують як сировину для виробництва алкалоїдів.